# Лю Сюань (гимнастка)
Лю Сюа́нь (кит. упр. 刘璇, пиньинь Liú Xuán,  род. 12 марта 1979) — китайская спортивная гимнастка.
На Олимпийских играх 2000 года в Сиднее завоевала золото на бревне и бронзу в личном абсолютном первенстве. Кроме этого, на этих Олимпийских играх в составе команды Китая завоевала бронзовую медаль в командном первенстве, но впоследствии, когда выяснилось, что в одна из участниц китайской команды — Дун Фансяо — была моложе разрешённого возраста, эта медаль была с них снята и отдана команде США.
Ранее неоднократно завоёвывала медали чемпионатов мира: в 1995 году серебро в команде, в 1996 — бронзу на бревне, в 1997 — бронзу в команде.